# حادث طائرة كاليفا
كاليفا هي طائرة نقل من نوع جنكير Junkers Ju 52 تابعة لشركة الخطوط الفنلندية. وقد تم اسقاط الطائرة من قبل 2 من المقاتلات إليوشن السوفيتية وذلك بتاريخ 14 يونيو 1940، خلال طريقها من تالين إلى هلسنكي. فبعد اقلاع الطائرة بدقائق من تالين انضم إلى الطائرة طائرتين مقاتلتين سوفييت، ففتحت المقاتلتان النار على تلك الطائرة مما أصابها بأضرار جسيمة فسقطت بالبحر على بعد كيلومترات قليلة من فنار كيري، وقد قتل جميع من كان بالطائرة وهم 7 ركاب مع 2 من الطاقم.
صيادي السمك أستوني كانوا شهود على الهجوم وسقوط الطائرة بالماء. فبعد الحادث مباشرة ظهرت الغواصة السوفيتية shch-301 (Щ-301) على السطح وقامت بتفتيش سفن الصيد وصادرت جميع قطع الحطام التي جمعها الصيادون، فقامت بسحب البريد الدبلوماسي من الحطام ومن البحر. وقد ارسلت فنلندا خيرة الطيارين لتفحص الحادث، ولكن ماأن رصد السوفييت الطائرة الفنلندية حتى خبئوا العلم الذي على الغواصة.

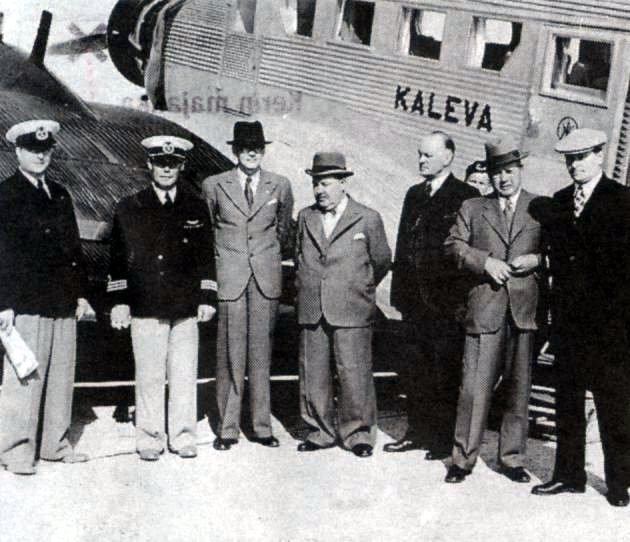
طائرة كاليفا وطاقمها قبل الحادث

لم تكن فنلندا في حالة حرب مع الاتحاد السوفييتي عند وقوع الحادث. ولكن ربما كان الحادث مدبرا كجزء من التحضيرات السوفييتية لاحتلال كامل التراب الأستوني، والذي تم بعد يومين من سقوط تلك الطائرة، أي في 16 يونيو 1940. سبق الاحتلال حصار كامل لعدة أيام من جانب الطيران والبحرية السوفيتية، ومن ضمنها ممنع خروج البريد الدبلوماسي من أستونيا. ركاب الطائرة المنكوبة كانوا كالتالي: 2 من رجال الأعمال الألمان و2 من سعاة السفارة الفرنسية وشخص سويدي وساعي أمريكي وامرأة أستونية. ويحمل السعاة الفرنسيون معهم 120 كيلوغرام من البريد الدبلوماسي بالطائرة. أما الساعي الأمريكي فكان ينقل الرموز العسكرية حول الوضع بأستونيا.
لم تقدم الحكومة الفنلندية أي شكوى أو طلب تحقيق للسوفييت، خوفا من ردة فعل عدائية من الروس، وقد كتمت عن إعلان الأسباب الحقيقية للحادث، وذلك بسبب الضغط الشديد الذي يمارسه السوفييت على فنلندا خلال فترة الهدنة، ولكن بعد كسر الهدنة ووقوع الحرب بينهما تم اعلان الحادث بتفاصيله بواسطة الحكومة.